# 2-Metoxietanol
2-Metoxietanol, conhecido como metilcelosolve (em inglês methyl cellosolve), é um composto orgânico com fórmula C3H8O2 que é usado principalmente como um solvente. É um líquido claro, incolor, com um odor similar ao de éter dietílico. É um dos solventes de uma classe conhecida como éteres de glicol os quais são notáveis por sua habilidade em dissolver uma variedade de diferentes tipos de compostos químicos e por sua miscibilidade com água e outros solventes. Pode ser formado pelo ataque nucleofílico de metanol sobre óxido de etileno protonado seguido por transferência de prótons:
C2H5O+ + CH3OH → C3H8O2 + H+
2-Metoxietanol é usado como um solvente para muitos propósitos diferentes tais como vernizes, corantes e resinas. É também usado como um aditivo em fluídos descongelantes para aviões. Em química de organometálicos é comumente usado para a síntese de complexo de Vaska e compostos relacionados tais como carbonilchoroidridotris(trifenilfosfina)rutênio (II). Durante estas reações o álcool atua como uma fonte de hidreto e monóxido de carbono.
2-Metoxietanol é tóxico para a medula óssea e os testículos. Trabalhadores expostos a níveis elevados estão em risco de granulocitopenia, anemia macrocítica, oligospermia e azoospermia.
O metoxietanol é convertido por álcool desidrogenase em ácido metoxiacético o qual é a substância que causa os efeitos nocivos. Tanto o etanol como o acetato tem um efeito protetivo. O metoxiacetato pode entrar no ciclo de Krebs onde forma metóxicitrato.